# Wolfgang Kneib
Wolfgang Kneib (* 20. listopadu 1952, Zornheim) je bývalý německý fotbalový brankář.

## Klubová kariéra
Působil v německých klubech 1. FSV Mainz 05, SV Wiesbaden, Borussia Mönchengladbach a Arminia Bielefeld.
V německé Bundeslize vstřelil 1 gól (bylo to v dresu Arminie Bielefeld).